# MAX III -THE BEST AND REMAKES-
『MAX III -THE BEST AND REMAKES-』（マックス・スリー ザ・ベスト・アンド・リメイクス）は、久松史奈の7thベスト・アルバム。2012年12月12日に発売された。

## 内容
「ライブ&ボーカル」をコンセプトとし、西川進による編曲・ギターでリテイクした。
BMG JAPAN（現：アリオラジャパン）時代のものと「ENTRANCE」収録曲3曲含む完全自作曲における現在のインディーズ時代のもののそれぞれのリメイクを6曲ずつ収録した。

## 収録曲
全編曲：西川進
1. LADY BLUE（原曲：TOM★CAT）(2012 Version)
作詞・作曲：TOM
2. MAYBE(2012 Version)
作詞：久松史奈　作曲：野田晴稔
3. 天使の休息(2012 Version)
作詞：久松史奈・藤生ゆかり　作曲：藤生ゆかり
4. Narrow Sky
作詞・作曲：久松史奈
5. Love & Piece(2012 Version)
作詞・作曲：久松史奈
6. Excuse
作詞・作曲：久松史奈
7. OH MY GOD!(2012 Version)
作詞・作曲：TOM
8. Open Your Map
作詞・作曲：久松史奈
9. 微笑みながら(2012 Version)
作詞：久松史奈　作曲：野田晴稔
10. ALIVE(2012 Version)
作詞：久松史奈　作曲：羽田一郎
11. Rockin' Drive(2012 Version)
作詞・作曲：久松史奈
12. Kiss(2012 Version)
作詞・作曲：久松史奈